# Driss El-Asmar
Driss El-Asmar (ur. 4 grudnia 1975) – marokański piłkarz występujący na pozycji bramkarza.

## Kariera klubowa
El-Asmar karierę rozpoczynał w 1995 roku w zespole Difaâ El Jadida. W 1998 roku przeszedł do FAR Rabat. W 1999 roku zdobył z nim Puchar Maroka. W 2000 roku wrócił do Difaâ El Jadida. W 2001 roku wyjechał do Szwecji, by grać w tamtejszym Degerfors IF z Superettan. Spędził tam sezon 2001.
W 2002 roku El-Asmar przeszedł do pierwszoligowego Malmö FF. W tym samym roku wywalczył z nim wicemistrzostwo Szwecji. W 2003 roku odszedł do Enköpings SK z Superettan. W tym samym roku wrócił do Maroka, gdzie został graczem klubu Raja Casablanca. W 2004 roku wywalczył z zespołem mistrzostwo Maroka, a w 2005 roku Puchar Maroka.
W 2006 roku El-Asmar ponownie wyjechał do Szwecji, tym razem by grać w amatorskim Kvarnsvedens IK. W tym samym roku odszedł do greckiego Ethnikos Asteras z drugiej ligi. W 2007 roku zakończył tam karierę.

## Kariera reprezentacyjna
W reprezentacji Maroka El-Asmar zadebiutował w 1998 roku. W tym samym roku został powołany do kadry na Puchar Narodów Afryki. Nie zagrał jednak na nim w żadnym meczu. Tamten turniej Maroko zakończyło na ćwierćfinale.
W latach 1998–2003 w drużynie narodowej El-Asmar rozegrał łącznie 3 spotkania.